# Tiberius Claudius Cleobulus (consul)
Tiberius Claudius Cleobulus (fl. v. 165– 213) est un homme politique de l'Empire romain.

## Vie
Fils de Tiberius Claudius Cleobulus et de sa femme Acilia.
Il est sénateur à Éphèse, Asie, et consul suffect autour de 213.
Il s'est marié avec sa cousine germaine Acilia Frestana, fille de Manius Acilius Glabrio. Ils ont eu pour fille Claudia Acilia Priscilliana, mariée avec Lucius Valerius Messalla Apollinaris.